# Maciejowizna
Maciejowizna – wieś w Polsce położona w województwie warmińsko-mazurskim, w powiecie elbląskim, w gminie Pasłęk.
W latach 1975–1998 miejscowość administracyjnie należała do województwa elbląskiego.
Obecnie w miejscowości nie ma zabudowy.